# Војска Слободне Француске
Слободна Француска (фр. France libre) или Слободне француске снаге (фр. Forces françaises libres) био је назив за француски покрет отпора у Другом светском рату, дио Француза који је наставио борбу против Трећег рајха након француске капитулације. Насупрот њима стајала је Вишијевска Француска која је након завршетка рата осуђена као издајничка или колаборационистичка држава.

## Назив
Неријетко се под називом Слободна Француска или Слободне француске снаге мисли само на Шарла де Гола и његов покрет отпора, но овим именом називају се и снаге под заповједништвом Анрија Жироа, који није имао никакве повезаности с де Голом. Укратко, ово се име може дати свим оружаним јединицама које се повезују с француским ослободилачким ратом против сила Осовине у вријеме Другог свјетског рата.

## Настанак
Након кратке битке за Француску и након Петенових преговора с Хитлером око мира и стварања Слободне Француске, Шарл де Гол је преко радија ББЦ-а објавио апел којим позива све Французе на борбу против окупатора. Дана 25. јуна 1941. преговори су завршили и створена је Вишијевска Француска којој је на челу био Филип Петен. У одсутности је де Гол осуђен на смрт на Врховном суду Вишијевске Француске због "велеиздаје“. де Гол је у иностранству окупио француске колонијалне снаге и јединице Француске Легије странаца. У почетку су колонисти чинили већину Слободних француских снага, но послије чине 65 посто де Голових припадника покрета отпора.